# یواس‌اس سیموفان (پی‌وای‌سی-۲۶)
یواس‌اس سیموفان (پی‌وای‌سی-۲۶) (به انگلیسی: USS Cymophane (PYc-26)) یک کشتی بود که طول آن ۱۶۱ فوت (۴۹ متر) بود. این کشتی در سال ۱۹۲۶ ساخته شد.